# عبد المجيد الملا
عبد المجيد حسين المُلّا (11 نوفمبر 1918 - 1987) شاعر وكاتب واستاذ جامعي عراقي. ولد في بغداد. كان عمره ستة أشهر حين توفّي والده، فكفلته والدته برعايتة والتنشئة الحسنة. درس في بغداد وتخرّج في دار المعلمين عام 1938 وعمل معلّمًا في عدّة مدن في العراق ثم محاضرًا في الكليّة العسكرية، ثم مراقبًا للغة العربية في الإذاعة العراقية، فمفتّشًا لوحدة الكاظميّة في بغداد. تميّز بكثرة محفوظه وروايته للشعر. جمع شعر صباه في ديوان أكلته النيران مع مكتبة ثمينة. من دواوينه الشعرية غزل ومن وحي الإخاء وأشتات وله عدة كتب مطبوعة منها روح الإخاء وهواجس الوحدة وعلم البيان وخواطر عابرة وحقّق ديوان العباس بن الأحنف وشرحه.

## سيرته
ولد عبد المجيد بن حسين المُلّا في بغداد سنة 7 صفر 1337 هـ/ 11 نوفمبر 1918 م. توفّي والده وهو عمره ستة أشهر فكفلته والدته برعايتة الحسنة. تلقى تعليمه في مدارس الكرخ الابتدائية والمتوسطة، ثم انتسب إلى دار المعلمين الابتدائية وتخرج فيها سنة 1938، وتنقل بين مجالس العلم لمزيد من الثقافة والاطلاع. عمل معلمًا في لواء المنتفك (ذي قار حاليًا)، ثم معلمًا لعلوم الدين والأخلاق في الكلية العسكرية 1942، انتقل بعدها إلى مديرية التموين 1943، ثم إلى مصلحة نقل الركاب، ثم عمل سكرتيرًا للجنة المعماريين بأمانة العاصمة 1947، فسكرتيرًا للجنة كهرباء الكاظمية، فمفتشًا لوحدتها، فرئيسًا لملاحظي التحرير بأمانة العاصمة 1957.
توفي في بغداد سنة 1408 هـ/ 1987 م.

## شعره
يعتبر شاعر متنوع في الأداء الشعري بين القصيدة العمودية وقصيدة التفعيلة، كتب في كثير من الجوانب الإنسانية والذاتية، «فتغزل ووصف وانتقد وافتخر، في قصائده خيوط درامية وقصصية واضحة.»

## مؤلفاته
له مؤلفات نثرية تعددت موضوعاتها، منها:
- روح الإخاء، مطبعة الصباح - بغداد 1939،
- العروض في أوزان الشعر وقوافيه، 1942
- هواجس الوحدة، 1946،
- خواطر عابرة في الأدب والعلم والحياة، 1949
- حديث الصباح، 1955
- الزجل العراقي: دراسة للشعر الشعبي

له شروح وتحقيقات:
- ديوان مجنون ليلى
- علم البيان لأبي بكر مير رستمي، 1942
- ديوان العباس بن الأحنف، 1947

```
من دواوينه الشعرية:
```

- غزل
- من وحي الإخاء
- أشتات